# Bautismo de Cristo (Retablo de María de Aragón)
Bautismo de Cristo es un lienzo realizado por el Greco entre 1596 y 1600. Los autores más exigentes —como Wethey— coinciden en que es una de las obras que formaban parte del Retablo de doña María de Aragón.

## Introducción
En 1596, el Greco se comprometió con el Consejo de Castilla a realizar un retablo para la iglesia del Colegio de doña María de Aragón. Aunque no hay referencias del número de cuadros que lo formaban ni de su temática, el presente lienzo es, con toda seguridad, procedente de dicho retablo.

## Análisis de la obra

### Datos técnicos y  registrales
- Madrid, Museo del Prado (n º.de catálogo P000821;[3]
- Pintura al óleo sobre lienzo;
- Dimensiones: 350 x 144 cm;
- Documentado en 1596-1600;
- Firmado con letras griegas en cursiva, en el papel de la roca de la izquierda: δομήνικος θεοτοκóπουλος ε'ποíει;
- Catalogado por Wethey con la referencia 14, y por Tizana Frati con el n º.107-C.[4]

### Descripción de la obra
El Greco representa el Bautismo de Jesús de noche y sin apenas indicaciones ambientales, ya que el río Jordán queda reducido a un hilo de agua entre grandes rocas. La composición está dividida entre un amplio rompimiento de gloria y una parte inferior, enlazadas por el ritmo serpenteante de la figuras y por un eje central luminoso. La atención está centrada sobre las dos figuras principales, en un primerísimo plano y con el espacio comprimido a su alrededor. Ello, junto con la nocturnidad y la eliminación de referencias paisajísticas, delata la intención del Greco de concentrarse en el significado profundo del evento. La escena está llena de luces centelleantes, y de bruscos cambios de escala y del sentido espacial, pero —pese a ello— todo queda impregnado por un aire de quietud.
En la parte inferior, Cristo —cuya faz es de una gran dulzura— recibe el bautismo de manos de Juan el Bautista. Cristo arrodilla su pierna izquierda sobre una roca, de forma que su posición es casi idéntica a la del San Sebastián de la Catedral de Palencia. Ambas figuras —más idealizada la de Cristo, descarnada la de san Juan— son extraordinariamente alargadas. A la izquierda del Bautista, se sitúa un hacha, apoyada en un tronco.
En la parte superior, Dios Padre figura como un anciano de aspecto bondadoso, vestido de blanco, rodeado de una mandorla luminosa y de multitud de ángeles y querubines. Con su mano derecha bendice a la manera bizantina, con los dedos pulgar y corazón unidos. El Espíritu Santo —en el centro de la composición—  aparece como una deslumbrante paloma. En segundo plano, hay un grupo de cuatro ángeles. Uno de ellos —vestido con una túnica azul— sostiene las rojas vestiduras de Cristo, sobre cuya cabeza forman como un dosel. Otros dos asisten al acontecimiento, y otro —con una túnica verde-amarillenta— eleva los ojos y alza su brazo izquierdo hacia el Cielo.

## Procedencia
- Retablo mayor del Colegio de Doña María de Aragón; Madrid.
- Museo de la Trinidad; Madrid. (n º. T1140) [8]